# 哈特根施泰因
哈特根施泰因是德国莱茵兰-普法尔茨州的一个市镇。总面积8.21平方公里，总人口243人，其中男性110人，女性133人（2011年12月31日），人口密度30人/平方公里。